# Melanotus plutenkoi
Melanotus plutenkoi là một loài bọ cánh cứng trong họ Elateridae. Loài này được Platia miêu tả khoa học năm 2007.